# This Godless Endeavor
This Godless Endeavor är det sjätte studioalbumet av det progressiv metal-bandet Nevermore, utgivet 2005 av skivbolaget Century Media Records.

## Låtlista
1. "Born" – 5:05
2. "Final Product" – 4:21
3. "My Acid Words" – 5:41
4. "Bittersweet Feast" – 5:01
5. "Sentient 6" – 6:58
6. "Medicated Nation" – 4:01
7. "The Holocaust of Thought" – 1:27
8. "Sell My Heart for Stones" – 5:18
9. "The Psalm of Lydia" – 4:16
10. "A Future Uncertain" – 6:07
11. "This Godless Endeavor" – 8:55

## Medverkande
Nevermore
- Warrel Dane – sång
- Jeff Loomis – gitarr
- Steve Smyth – gitarr
- Jim Sheppard – basgitarr
- Van Williams – trummor

Bidragande musiker
- James Murphy – sologitarr (spår 7)
- Axel Mackenrott – keyboard

Produktion
- Andy Sneap – producent, ljudtekniker, ljudmix, mastering
- Stefan Wibbeke – omslagsdesign
- Hugh Syme – omslagskonst
- Olle Carlsson – foto